# 巴新铁路
巴新铁路起自辽宁省阜新市新邱区，终点为内蒙古自治区锡林郭勒盟西乌珠穆沁旗巴彦乌拉镇，全长487.6公里。

## 线路
技术标准地方铁路Ⅰ级，单线，准轨。内燃牵引，牵引质量3500吨，全线共设48个车站，初期开设25个车站。近期年运输能力1200万吨。

## 历史
2005年7月，国家发改委向国务院呈递《关于解决阜新市海州煤矿破产职工群体上访事件及阜新市经济转型有关问题的请示(征求意见稿)意见的函》，其中提出要铁道部对巴新铁路规划予以研究。2006年1月5日，铁道部发展计划司回复国务院振兴东北办，在《关于阜新至巴彦乌拉铁路建设意见的函》中表示，“我部支持建设阜新至巴彦乌拉铁路，并已将其纳入铁路‘十一五’规划(草案)。”2006年12月18日，巴新铁路建设项目投资签字仪式在沈阳举行，发起方辽宁春成工贸集团出资7.83亿元，占总股比的41%；铁法煤业(集团)有限责任公司出资5.73亿元，占总股比的30%；阜矿集团出资3.63亿元，占总股比的19%；阜新市城市基础设施建设投资有限责任公司出资1.91亿元，占总股比的10%。2007年8月7日，国家发改委下达《关于新建巴彦乌拉至新邱铁路项目核准的批复》，确定“政府主导、多元化投资、市场化运作”。最初设计时工程投资总估算为58.6亿元。建设工期计划3年，于2007年11月10日正式开工。
2009年6月，巴新铁路有限责任公司正式注册成立，法人代表为春成集团董事长王春成。工商注册登记显示：春成集团出资8400万元，持股比例为84%；辽宁迪亚电容器有限公司出资600万元，持股比例为6%；国油能源勘探有限公司出资500万元，持股比例为5%；辽宁海力薄膜电子有限公司出资500万元，持股比例5%。上述四家公司的实际控制人均为王春成。2009年底，经春成集团多轮注资，巴新铁路资本金7.78亿元。项目原计划于2010年8月31日完工。但2009年后停工半停工差不多有三年。2010年4月之后，以股权融资方式引入资金，江西国际信托股份有限公司(下称江西国信)出资9.8亿元持股55.78%成为巴新铁路第一大股东；同时，吸收马鞍山丰嘉创业投资合作企业、大唐国际(0991.HK)为股东。2011年7月，巴新铁路获批国家开发银行48亿元贷款。2011年11月21日，国家发展和改革委办公厅《关于调整新建巴彦乌拉至新邱铁路项目股权结构及投资估算的批复》（发改办基础[2011]2841号）。调整后的项目总投资为74.28亿元。
2012年，阿贵庙山隧道和大坝山隧道两个“控制工程”已顺利贯通。2014年11月10日，新邱至大板北区段铺通，进入试运营阶段。
2015年5月9日，赤大白铁路白音华站经独石站直通巴新铁路煤运专线开通运营。